# Innaarsuit
Innaarsuit, Innarsuit – miejscowość na zachodnim wybrzeżu Grenlandii, w gminie Qaasuitsup. W Innaarsuit znajduje się heliport będący środkiem komunikacji z innymi miejscowościami na Grenlandii.
Według danych oficjalnych liczba mieszkańców w 2011 roku wynosiła 172 osoby.